# Vítor Constâncio
Vítor Manuel Ribeiro Constâncio (ur. 12 października 1943 w Lizbonie) – portugalski polityk, ekonomista i nauczyciel akademicki, poseł do Zgromadzenia Republiki, minister finansów (1978), w drugiej połowie lat 80. sekretarz generalny Partii Socjalistycznej, prezes Banco de Portugal, wiceprezes Europejskiego Banku Centralnego.

## Życiorys
Ukończył ekonomię w szkole ekonomii i zarządzania ISEG działającej w ramach Universidade Técnica de Lisboa (1965). W latach 1973–1974 odbył studia podyplomowe na University of Bristol. Od 1965 pracował jako nauczyciel akademicki na macierzystej uczelni.
W okresie rządów przejściowych po rewolucji goździków pełnił funkcję sekretarza stanu ds. budżetu i planowania (w latach 1974–1975 i w 1976). W 1975 podjął pracę w portugalskim banku centralnym Banco de Portugal jako dyrektor departamentu badań. W 1977 został wiceprezesem tej instytucji. W 1978 sprawował urząd ministra finansów w rządzie, którym kierował Mário Soares, po czym w 1979 powrócił na poprzednie stanowisko w banku centralnym. W 1976 po raz pierwszy wybrany do Zgromadzenia Republiki. W portugalskim parlamencie zasiadał również w latach 1980–1981 i 1987–1988. Od 1985 do 1986 po raz pierwszy pełnił funkcję prezesa Banco de Portugal.
W 1986 został sekretarzem generalnym Partii Socjalistycznej, jednak zrezygnował z tej funkcji w 1988 (kierowani przez niego socjaliści przegrali wybory parlamentarne w 1987). Od maja 1987 do stycznia 1989 był także przewodniczącym Partii Europejskich Socjalistów. Wycofał się wówczas z działalności politycznej. Zajmował się pracą naukową (głównie na ISEG), był również zatrudniony w strukturze banku centralnego. W 2000 po raz drugi objął stanowisko jego prezesa. W 2010 przeszedł na funkcję wiceprezesa Europejskiego Banku Centralnego, obejmując ją na okres ośmioletniej kadencji.